# United States Postal Inspection Service
Lo United States Postal Inspection Service (lett. "servizio di ispezione postale degli Stati Uniti") (USPIS) è un dipartimento che mira a garantire la sicurezza nei servizi postali statunitensi, controllando il traffico postale e proteggendo i suoi dipendenti e clienti.

## Storia
Prima agenzia di polizia federale degli Stati Uniti, lo United States Postal Inspection Service ha le sue origini nel 1772, quattro anni prima dell'emanazione della Dichiarazione di indipendenza, quando Benjamin Franklin nominò un surveyor (lett. "ispettore") per gestire e controllare la posta.
Il sistema di controllo postale venne mantenuto anche quando Franklin venne nominato direttore generale delle poste durante il secondo congresso continentale. Tra i suoi primi provvedimenti, Franklin nominò William Goddard primo ispettore postale, con il compito di ispezionare l'integrità e la sicurezza delle rotte postali, la regolamentazione degli uffici e la revisione dei loro conti. Tali compiti vennero assegnati a Goddard come conferma una missiva scritta dal padre fondatore americano datata 7 agosto 1775. A tale data la stessa associazione fa risalire la sua fondazione.
Nel 1801, quando si decise di cambiare il titolo di surveyor in special agent, il Postal Inspection Service divenne la prima agenzia federale di polizia ad adottare l'espressione "agente speciale" per identificare i suoi ufficiali. Nel 1830 gli agenti speciali furono assegnati all'Office of Instructions and Mail Depredations. A partire dal 1873, anno in cui venne emanato il Comstock Act, che prende il nome dall'ispettore postale e attivista Anthony Comstock, uno dei loro compiti principali divenne quello di distruggere ogni forma di contenuto giudicato osceno. Il Congresso cambiò questo titolo in Post Office Inspector nel 1880 per differenziare gli agenti postali federali dalla moltitudine di altri "agenti speciali" impiegati dalle compagnie ferroviarie e di diligenza.
Nel 1954 gli ispettori delle poste vennero rinominati postal inspector in quanto giudicato un concetto più idoneo per indicare le loro relazioni con ogni aspetto del sistema postale invece che con i soli uffici postali.